# Manuel Rodríguez Alonso
Manuel Rodríguez Alonso, nascut a Groba (Ribadavia) el 16 de gener de 1952 i mort a Pozuelo de Alarcón (Madrid) el 23 de setembre de 2015, va ser un crític literari i filòleg gallec. Era nebot de Xesús Alonso Montero.

## Trajectòria
Era llicenciat en Filologia per la USC i doctor per la Universitat Autònoma de Madrid. Va treballar a la UNED, com a professor. Des de 1988, treballava com a lingüista per a l'editorial Edicións SM. Havia treballat en el desenvolupament de diversos materials didàctics i d'ensenyament, com ara diccionaris i gramàtiques. Va col·laborar en revistes com ara Grial, A Nosa Terra, Revista de Lengua y Literatura Catalana, Gallega y Vasca, Vieiros i Tempos Novos.

## Obra en gallec

### Assaig
- Diccionario crítico de dúbidas e erros do galego (1993).
- O galego correcto (1995).
- O españolismo lingüístico (2004, Espiral Maior)

### Obres col·lectives
- Diccionario didáctico do galego (1995).
- Dicionario Xerais de Primaria (2011, Xerais). Amb Xosé Feixó Cid.
- Historia didáctica da literatura galega (2011, Morgante). Amb Héitor Mera.
- Rosalía na cobiza do lonxe (2013, Centro Ramón Piñeiro para a Investigación en Humanidades).

## Obres en castellà

### Obres col·lectives
- Diccionario de las lenguas de España (1985).
- Manual de dudas de la lengua española (1987).
- Historia de la literatura gallega (2002).